# Gale Schisler
Darwin Gale Schisler, född 2 mars 1933 i Knox County, Illinois, död 2 februari 2020 i Farmington, Illinois, var en amerikansk politiker (demokrat). Han var ledamot av USA:s representanthus 1965–1967.
Schisler efterträdde 1965 Robert T. McLoskey som kongressledamot och efterträddes 1967 av Tom Railsback.